# Liberty (hrabstwo Manitowoc)
Liberty – miasto w Stanach Zjednoczonych, w stanie Wisconsin, w hrabstwie Manitowoc.